# Melecta alcestis
Melecta alcestis là một loài Hymenoptera trong họ Apidae. Loài này được Lieftinck mô tả khoa học năm 1980.